# Théodore Gechter
Jean-François-Théodore Gechter (ur. 15 grudnia 1795 w Paryżu, zm. 11 grudnia 1844 tamże) – francuski rzeźbiarz romantyzmu.

## Życiorys
Kształcił się w paryskim warsztacie François’a Josepha Bosio.

## Ważne dzieła

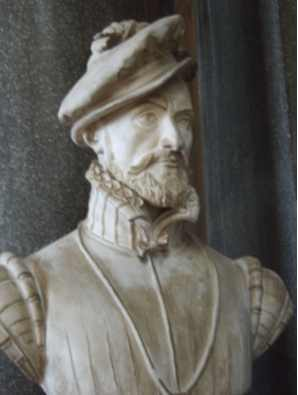
Jacques d'Albon, władca Saint-André, galeria bitew w Pałacu wersalskim
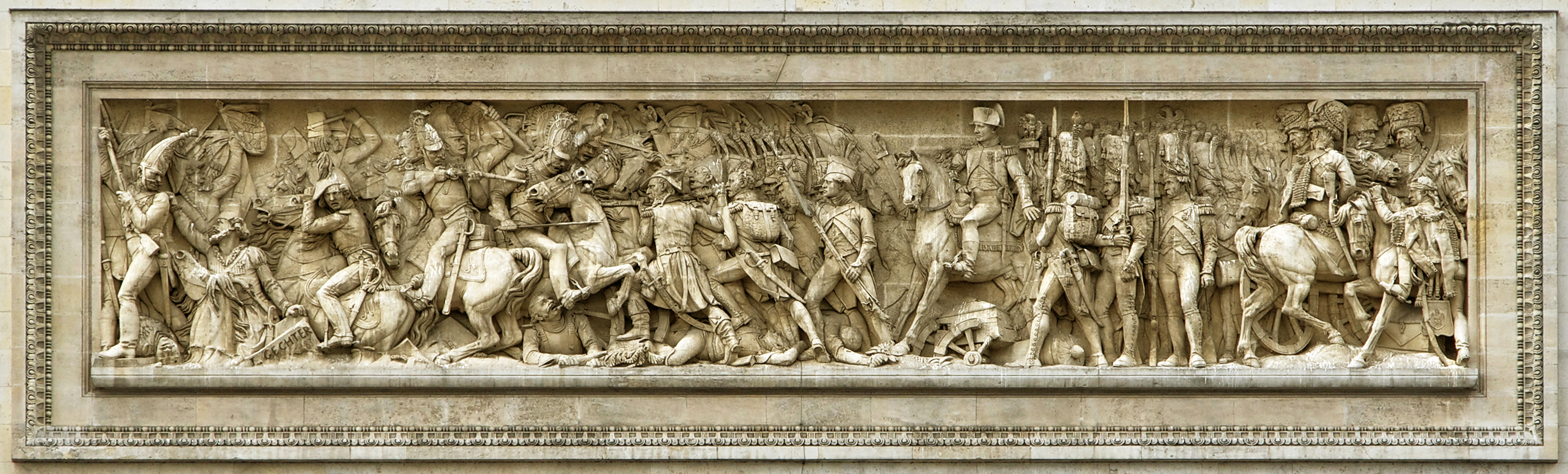
Bitwa pod Austerlitz, relief z Łuku Triumfalnego w Paryżu (1833-1836)
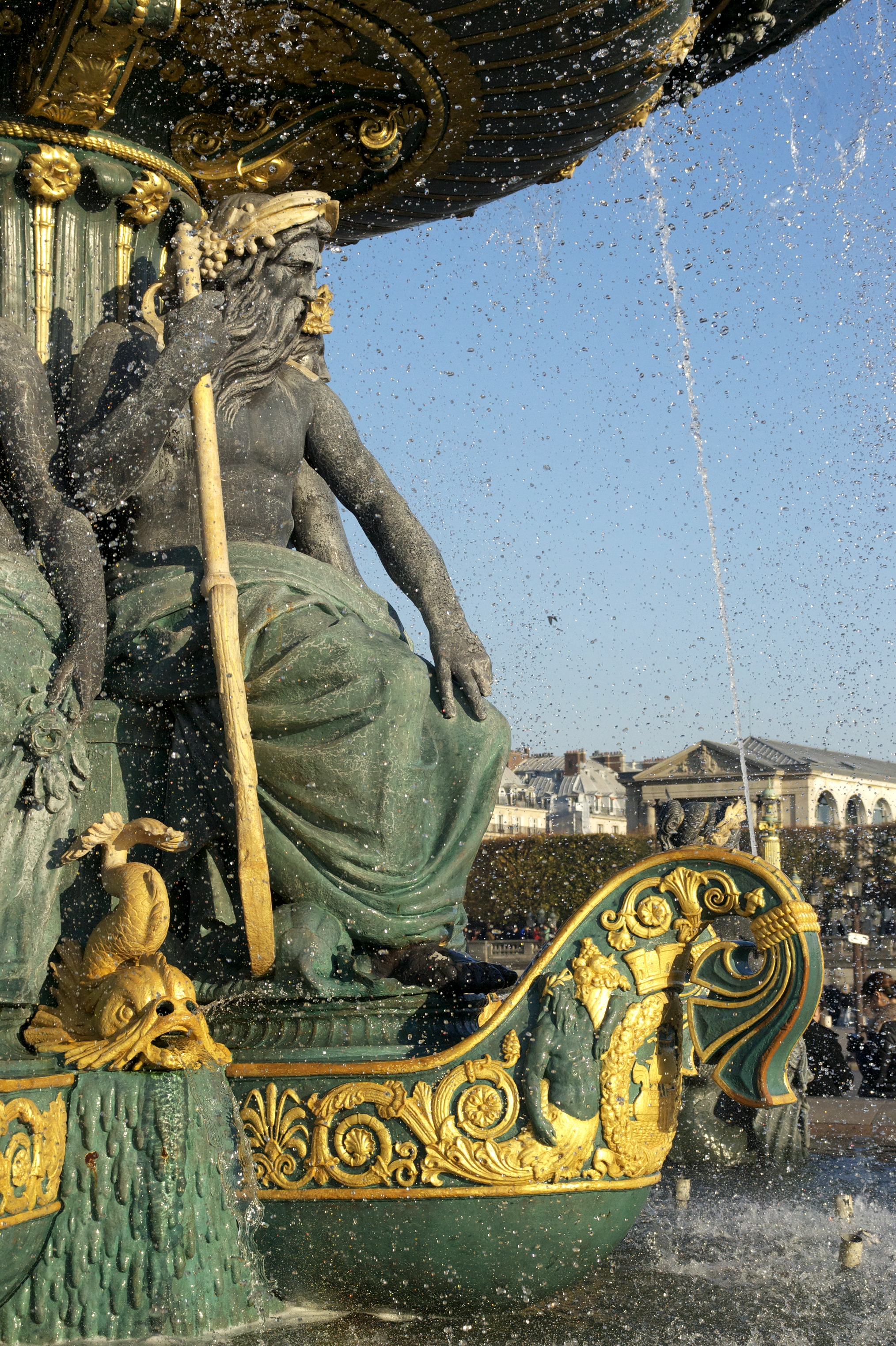
Fontanna rzek, Place de la Concorde w Paryżu (1840)